# Резонанс-Н
Резонанс-Н – російський стаціонарний трикоординатний радар метрового діапазону хвиль.
Призначений для виявлення, розпізнавання, визначення координат та параметрів руху широкого класу повітряних цілей на великих дальностях і висотах з великою роздільною здатністю.

## Історія
Вперше представлено на МАКС-2005. У 2014 та 2015 роках дві станції кругового огляду були введені в дію в Ірані під назвою Ghadir. У Росії перший РЛК був розгорнутий у 2015 році у Західному військовому окрузі. Наприкінці 2018 року для Північного флоту РФ була побудована станція в Арктиці.

## Модифікації
- «Резонанс-Н» — версія станції для Збройних Сил РФ.[2]
- рос. «Резонанс-НЭ» (Rezonans-NE[7]) — експортна версія.[2]
- «Ґадір (Ghadir)» — експортна версія для Ірану.[8]

## Тактико-технічні характеристики[3]
Стаціонарна оглядова станція радіолокації метрового діапазону хвиль з фазованою антенною решіткою. 
Виявлення аеродинамічних цілей здійснюється в діапазоні до 600 км, виявлення балістичних ракет — в діапазоні до 1100 км, висотою до 100 км. По куту місця 1,5…80°.
- Дальність виявлення винищувача на висоті 10000 м, км 350
- Точність вимірювання координат, не гірша:
  - за дальністю, м: 300
  - по азимуту, град: 1,5
  - по кутку місця, град: 1,5
  - за швидкістю, м/с: 0,5
- Кількість цілей, що супроводжуються: до 500
- Темп оновлення інформації, з: 10
- Середній час напрацювання на відмову, година: 1500
- Час включення, з: 30
- Час розгортання, год: 24
- Необхідна потужність, кВт: 50-100
- Кількість операторів (одна зміна), чол. 3
- Кількість транспортних одиниць — 5 (3 напівпричепи з апаратурою та 2 із системою автономного енергопостачання).
- Станція оснащена системою розпізнавання цілей «свій-чужий».
- РЛС здатна функціонувати при температурі від -40 до +50 ° С і при швидкості вітру до 30 м / с.
- Кількість транспортних одиниць 6 (4 напівпричепи з апаратурою; 1 із системою автономного енергопостачання; 1 виносний пункт управління)[10]

## Розміщення
| Тип         | Розташування    | Координати | Будівництво | Введення |
| ----------- | --------------- | --- | ----------- | -------- |
| Ghadir      | Іран, Гермсар   | 35°08′01″ пн. ш. 52°28′10″ сх. д. / 35.1336325° пн. ш. 52.469314° сх. д.                                              |             | 2014     |
| Резонанс-Н  | Росія, Шойна    | 67°51′26″ пн. ш. 44°10′50″ сх. д. / 67.8571085° пн. ш. 44.1805744° сх. д. (поблизу поселення Варандей, мис Канін Ніс) |             | 2014     |
| Ghadir      | Іран, Ахваз     | 31°12′48″ пн. ш. 48°40′12″ сх. д. / 31.2133887° пн. ш. 48.6699486° сх. д.                                             |             | 2015     |
| Резонанс-НЕ | Єгипет          | 28°42′30″ пн. ш. 32°23′05″ сх. д. / 28.7083257° пн. ш. 32.384662° сх. д.                                              |             | 2018     |
| Резонанс-Н  | Росія, Рогачово | 71°37′57″ пн. ш. 52°29′56″ сх. д. / 71.632480° пн. ш. 52.498773° сх. д.                                               |             | 2018     |
| Резонанс-Н  | Росія, Луостарі | 69°26′02″ пн. ш. 30°57′37″ сх. д. / 69.4339° пн. ш. 30.9602° сх. д.                                                   |             |          |